# Valga, Galicia
Valga là một đô thị trong tỉnh Pontevedra, Galicia, Tây Ban Nha.
42°42′00″B 8°37′59″T / 42,7°B 8,633°T